# Silvio Herklotz
Silvio Herklotz (Blankenfelde-Mahlow, Brandenburg, 6 de maig de 1994) és un ciclista alemany. Actualment corre a l'equip Bora-Hansgrohe. Ha guanyat diferents curses com el Tour d'Alsàcia o la Volta a Düren. També competeix en ciclocròs, on ha guanyat diferents campionats nacionals.

## Palmarès en ruta
- 2011
  - Vencedor d'una etapa a la Cursa del Pau júnior
- 2012
  - Vencedor de 3 etapes al Giro della Lunigiana
- 2013
  -  Campió d'Alemanya en ruta sub-23
  - 1r al Tour d'Alsàcia i vencedor d'una etapa
- 2014
  - 1r al Gran Premi Palio del Recioto
- 2015
  - 1r a la Volta a Düren

### Resultats a la Volta a Espanya
- 2016. No surt (11a etapa)

## Palmarès en ciclocròs
- 2009-2010
  -  Campió d'Alemanya cadet en ciclocròs
- 2010-2011
  -  Campió d'Alemanya júnior en ciclocròs
- 2011-2012
  -  Campió d'Alemanya júnior en ciclocròs